# Ingles brasileñas
Se denominan ingles brasileñas a la depilación parcial o total de la zona genital femenina, lo que permite la utilización de cualquier tipo de braga sin que asome el vello púbico.
Originaria de Brasil, donde el uso habitual de tangas o braguitas de baño extremadamente pequeñas la hacía conveniente, su aplicación se ha extendido con el paso del tiempo al resto de América y Europa.
Se utilizan para ello diferentes técnicas como cremas depilatorias, ceras, afeitado, fotodepilación, etc.

## Estilos
Puede ser integral (tanto los labios como la línea interglútea aparecen completamente limpios de vello) o parcial, en cuyo caso quedan pequeñas áreas de diferentes formas, susceptibles de ser teñidas posteriormente:

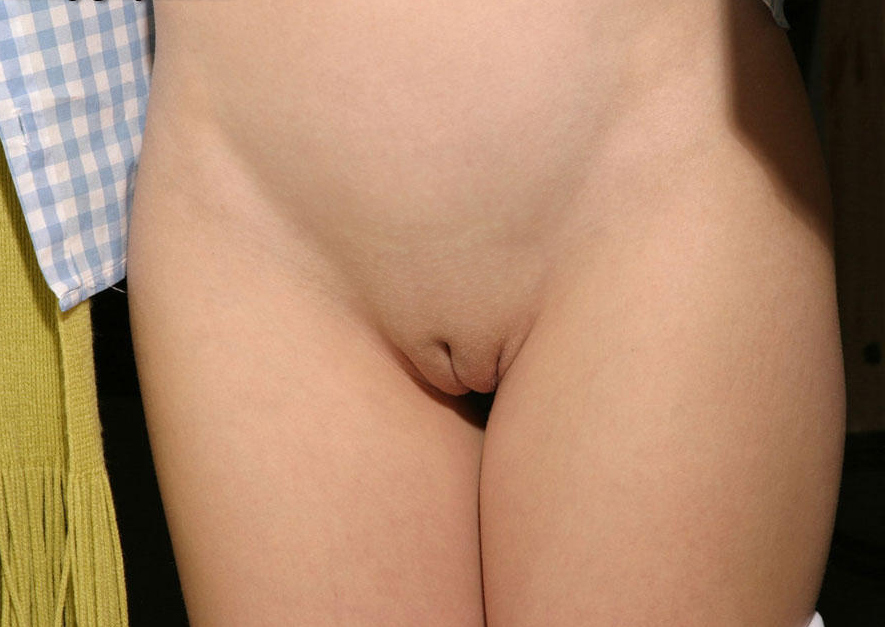
«Cera completa»
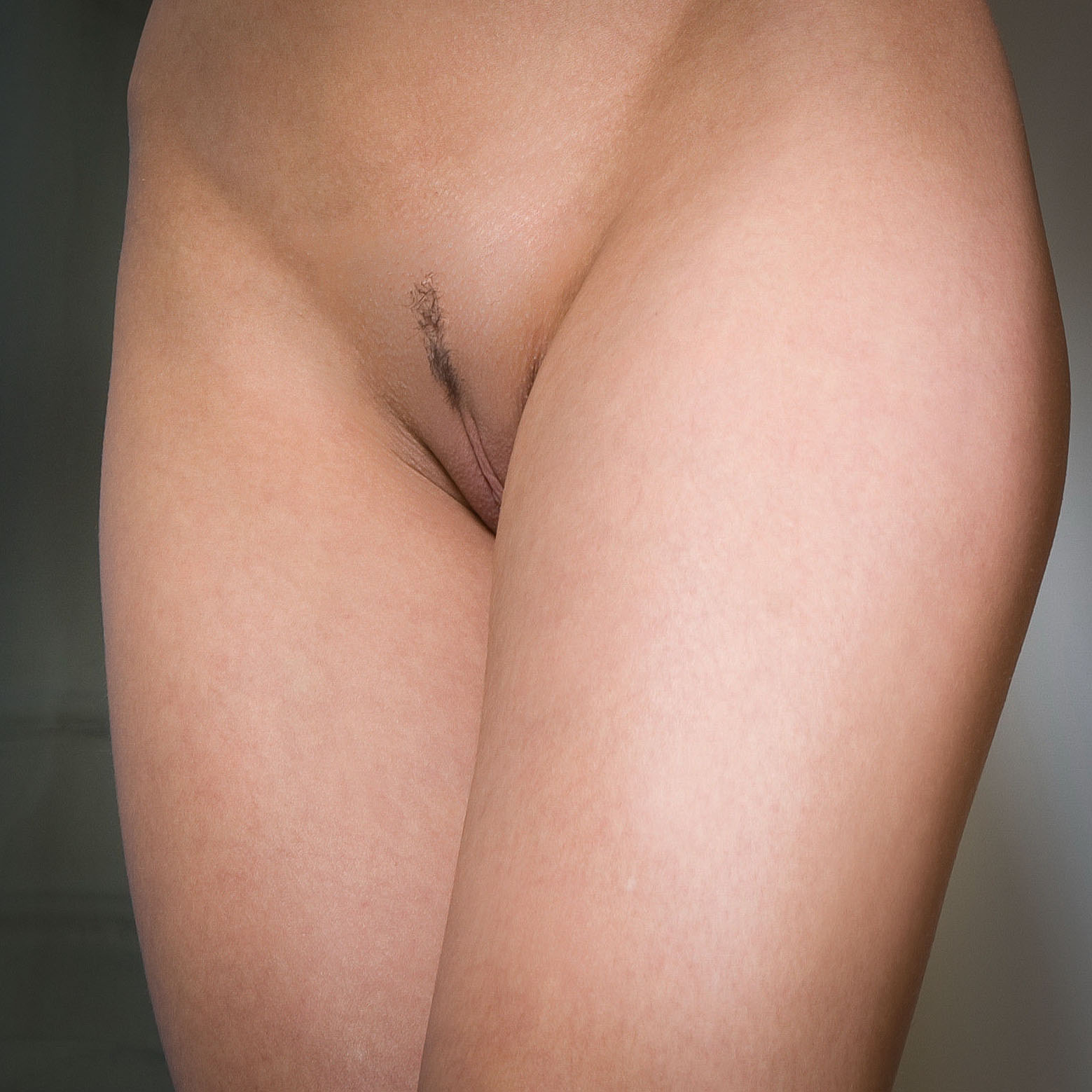
«Pista de aterrizaje»
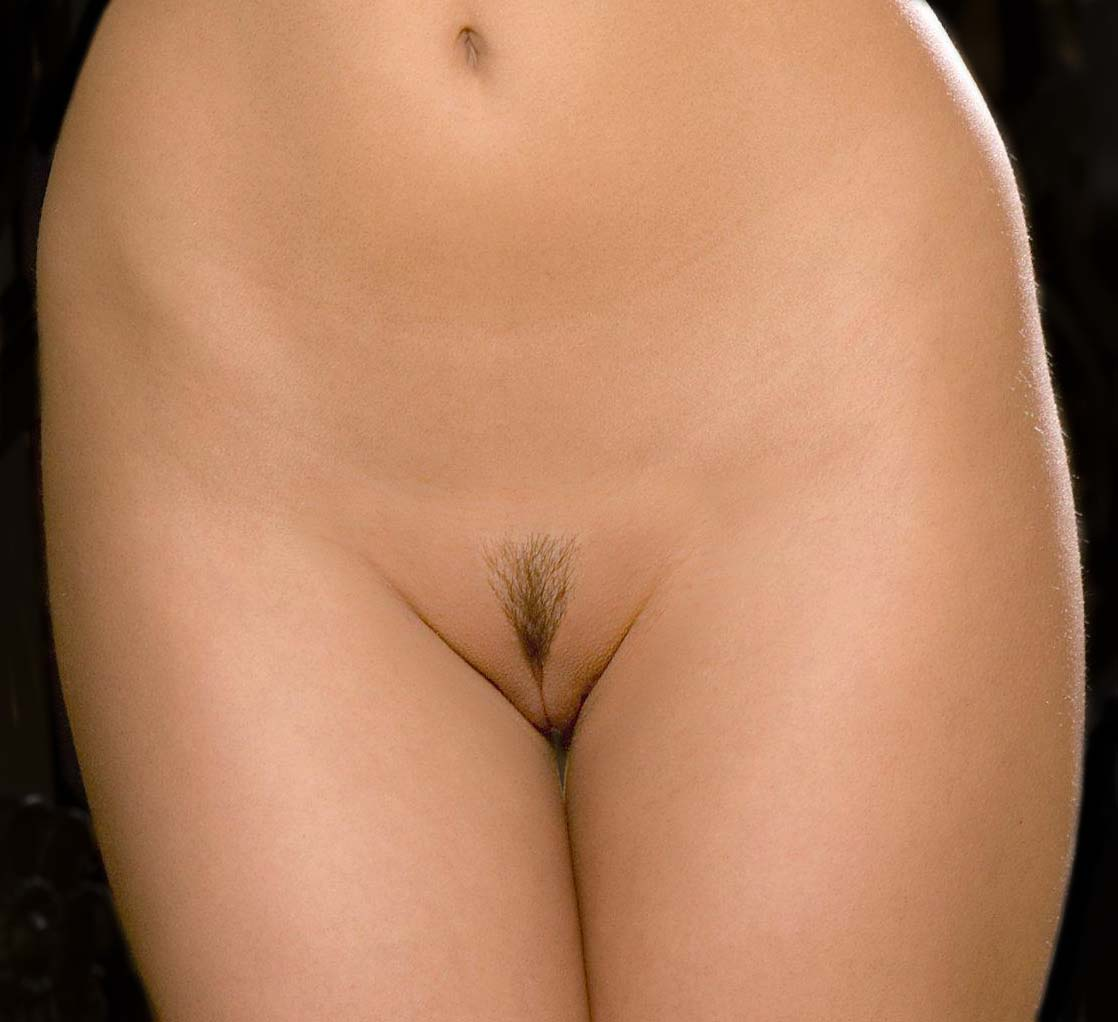
«Pequeño triángulo»
«Corazón de San Valentín»